# Thamnophis ordinoides
Espèce
Synonymes
- Tropidonotus ordinoides Baird & Girard, 1852

Statut de conservation UICN

 LC  : Préoccupation mineure
Thamnophis ordinoides, la Couleuvre du Nord-Ouest, est une espèce de serpents de la famille des Natricidae.

## Répartition
Cette espèce se rencontre, :
- aux États-Unis dans l'ouest de l'Oregon, dans l'ouest de l'État de Washington et dans le nord-ouest de la Californie ;
- au Canada dans le sud-ouest de la Colombie-Britannique.

## Description
Cette espèce est ovovivipare.

## Publication originale
- Baird & Girard, 1852 : Descriptions of new species of reptiles, collected by the U.S. Exploring Expedition under the command of Capt. Charles Wilkes, U.S.N. First part. - Including the species from the Western coast of America. Proceedings of the Academy of Natural Sciences of Philadelphia, vol. 6, p. 174-177 (texte intégral).